# 暴走大事件
《暴走大事件》是暴走漫画出品的一个网络脱口秀节目。主持人王尼玛戴着头套，以幽默讽刺的方式播报、评论社会热点话题，具有极强的社会讽刺意义。自2013年起已播出六季，通常为每周五更新一集。因其点评辛辣、吐槽犀利、“有内涵无节操”的节目风格，引起网友的热烈追捧，同时也常常因对敏感话题、争议人物的评论引起网友间的骂战。

## 概述
《暴走大事件》在形式乃至片头上模仿了英國廣播公司（BBC）的喜剧新闻节目《罗素·霍华德的好新闻》。在《暴走大事件》中，主持人王尼玛总是头顶一颗印着暴走漫画图案的面具来主持节目。节目诞生了唐马儒、张全蛋等网络红人。

## 剧集
本节目于2013年3月29日首播，大约每两周更新一次，但由于经验不足，第一季时间较短且质量简陋。但到了第二季，节目形式发生变化，主持人由坐着播出改为站立播出，同时场地更换。在第三季中，缩短了播出间隔，由每两周缩短到每周更新。
| 季数   | 集数 | 首映日期       | 季终日期      |
| ------ | ---- | -------------- | ------------- |
| 1      | 11   | 2013年3月29日  | 2013年8月8日  |
| 2      | 14   | 2013年12月20日 | 2014年6月20日 |
| 3      | 53   | 2014年6月27日  | 2015年6月26日 |
| 4      | 79   | 2015年7月10日  | 2017年1月19日 |
| 5      | 55   | 2017年2月12日  | 2018年5月11日 |
| 6      | 33   | 2019年1月1日   | 2019年9月6日  |
| 新春篇 | 1    | 2020年1月23日  | 2020年1月23日 |
| 7      | 13   | 2020年10月23日 | 2021年2月5日  |
| 8      | 27   | 2021年2月12日  | 2022年2月11日 |
| 9      | 14   | 2022年5月21日  | 2022年8月20日 |

## 角色介绍
王尼玛
《暴走大事件》主持人、编剧兼导演，主持时始终戴着一个头套，穿着一件《暴走大事件》logo的T恤，頭上還套著黑絲襪，因此真实面貌未知。
語言幽默觀點獨到，能吐人所不能吐之槽。心思縝密、注意細節，對節目的要求近乎完美。常常帶著紙巾。害怕別人提借錢的事（詳見《暴走編輯部的故事》第19集）。非常討厭《小蘋果》這首歌（詳見《暴走大事件》第三季第一期）。擁有眾多女粉絲追求。
王蜜桃
第一季第十期加入的新主持人，由於吐字清晰，音色正派，初次登場時其搞笑能力遭到觀眾質疑。隨後他在第十一期不再說話，而選擇用舉牌子的方式對王尼瑪進行吐槽，收到了觀眾的大量好評。第二季中的導演。第二季第3期中出現1至2秒後就沒了，最後花絮的時候，大家發現原來王蜜桃就是暴走漫畫早期拍的《腦殘對話》第二鏡頭中的死刑犯！他想說出穿山甲想說的話，可是被恍然失憶槍擊中，失去記憶。後來在第二季第12期拍了切腹廣告。第14期被同同（後期總監）爆料原來是一個掛名導演，實際上是一個舞蹈社團團長。第三季結束後離開暴走漫畫，去完成開創遊戲的夢想。
唐马儒
首席鉴黄师，由李迪饰演。以光头和汗背心的扮相出现。他以精湛的演技和呆萌的角色設定，第一季第二期一登場就吸引了大量粉絲，人氣直逼王尼瑪，成為《暴走大事件》的第二台柱。
與東尼大木拍攝了《穿山甲》的預告，在第二季第九期被王尼瑪打。因工作審查快播，結果看吐了《還珠格格》等古裝劇。後來製作了掃黃軟件“綠霸”（戏仿“绿坝”），以及當上了“友加”軟件的客服，甚至還坑了一個叫“朱紅”的網民。暴走好聲音評委之一。有過女朋友，是日本明星瀧澤蘿拉，王尼瑪為上次打碼的事情找到了瀧澤蘿拉，騙她說唐馬儒是個土豪，帶她來中國見唐馬儒。最後還是分手了，因瀧澤蘿拉不滿唐馬儒經常看黃片而提議分手。现已退出暴走漫画。
张全蛋
“富土康”三號流水線的質檢員，英文名叫Michael jack，法文名叫Helodie jaqucline。工作是組裝手機，檢測小米手機時用一根溫度計，如果低於85攝氏度就是不合格、要打回去重做。檢測錘子手機時用錘子砸下去，完好無損才可以放到市場上賣。喜歡的人是四號流水線的李小花，跟趙鐵柱是情敵。
他在4月1日的《暴走大事件》中代替了王尼玛量體重，帮助了王尼玛完成了减肥计划。
王吱吱
第二、三季的統籌及場記，别名“兔兔”。由于戴着口罩，被称为“上半脸女神”。出场时总说“王尼玛终于肯让我出来透气啦！”
刘木子
暴走大事件主演，因其姣好的长相被粉丝称作 “暴走女神”，主持《暴走大事件第五季》星座30秒环节，此外在不同集数都有客串。
赵铁柱
“男德学院”（讽刺女德班）校长。
Pino
暴走大事件主演之一，在不同集数都有出演，自第五季开始与刘木子组成搭档，被粉丝称作“暴走男神”。

## 网络文化

### 网络流行语
- 荆轲刺秦王：王尼玛在结束《暴走大事件》一集节目时会以“荆轲刺秦王”作为结语，此结语的是[再见]的谐音（荆轲刺秦王——在剑/再见）。第五季戲稱荊軻玩太多刺客信條而刺殺秦王。
- 肯打鸡：为讽刺2014年肯德基的「福喜事件」，《暴走大事件》首创“肯打鸡”这个词，由李迪塑造的“肯打鸡CEO”唐鸡儒更是凭借呆萌的外形和演技获得了一致好评。之后，《暴走大事件》更是恶搞了一系列“肯打鸡”的广告。[9]
- 滴滴打人
- 穿山甲到底说了什么：暴走漫画早期拍的《脑残对话》第二镜头中是讲两个死刑犯在进行最后的对话。其中一个给对方讲了一个故事，在故事最后，他说：“穿山甲说……”这时候，他被枪决了。另一个死刑犯哭着问道：“穿山甲到底说了什么？”在第二季常被官方使用。
- 求尼玛老公抱：来自粉丝留言，本是因为其拼音首字母与“去你妈了个逼（QNMLGB）”的相同，后来粉丝留言便喜欢在结尾加上求尼玛老公抱来祈求其留言被选中和在节目中读出。

## 下架
2017年11月10日，《暴走大事件》在各个视频网站下架。11月30日，《暴走大事件》重新上线。
2018年5月16日，今日头条下架暴走大事件；18日，全网封禁大事件。
2018年7月14日，暴走漫画经过2个月整改后重新上架，同时微信公众号与微博账号以及各大社交和视频网站重新上线。但是之前上传的视频被悉数删除，暴走大事件也未再次更新。
2019年1月1日，第六季暴走大事件重新在搜狐视频上架。2月1日起，第六季恢复在哔哩哔哩更新。
2019年9月6日，暴走大事件播完最後一期停更，製作團隊暴走漫畫据称解散，但官方回应“后会有七”。

## 侮辱烈士事件

### 下架经过
2018年5月8日，暴走漫画在今日头条等網絡平臺上将《暴走大事件》第三季第15集中涉及戲謔董存瑞、葉挺等烈士的內容單獨剪輯并发布，
2018年5月16日18时，今日头条宣布以违反中国大陆于5月1日实行的《英烈保护法》为理由封禁账号并下架视频。
2018年5月17日15时，王尼玛在微博上道歉。19时，暴走漫画CEO任剑发布道歉声明，即日起停止暴走漫画的全部内容更新制作，对已有的内容重新审查。微博发布公告，集中清理侵害英雄烈士形象有害信息，关闭包括暴走漫画、暴走大事件、黄继光砸缸、办公室的董存瑞等严重违规账号16个，删除账号昵称39个。优酷发布开展英烈保护专项、清理问题视频的公告，宣布下架暴走大事件。
2018年5月18日，暴走漫画遭到全网封禁，《暴走大事件》节目遭到全网下架。

### 相关评论
环球时报于5月24日发文报道，据“曾经为董存瑞烈士维护名誉权的律师王凤鸣告诉耿直哥”，董存瑞妹妹董存梅评论：“我觉得这事儿算不上侮辱。我想多说两句，现在的年轻人要做到心中时刻有英雄，要加强法律意识。我们也需要暴走漫画这样的平台日后多宣传宣传英雄事迹。看到他们诚恳的态度很高兴，他们还很年轻，知错就改就是好孩子。他们这个平台还有很多其他的东西，有漫画，动画，电影，年轻人创业做得很好，社会各界该支持的还是要支持。”，以及王律师说“事发之后，董存瑞的亲属和我都非常关注此事。我了解到事情始末后认为，‘暴走漫画’这段内容的出发点是抨击小学课本贴广告的不良行为，是正能量的。在使用图文上疏于把关审查不严，出现疏漏，造成了舆论影响。但不构成故意侮辱诽谤，贬损英雄形象的严重违法。”
但5月28日，中国青年网专访记者报道，董存梅表示自己没有说过这段话，当时说的是“我说你不能这么搞，宣传其他的可以，你不能拿烈士开玩笑是吧？现在烈士保护法出来了，你怎么搞这个？对不对？”，以及种种断章取义，而律师王凤鸣也是“暴走漫画”找来的，自己没有向该律师授权。董存梅透露，该律师2007年曾代理董存瑞名誉权官司，案子结束就没再联系，这次是“暴走漫画”找的，“暴走漫画”负责人带员工及律师来隆化登门致歉时，这位律师和“暴走”一起一共10个人。

## 评价
《中国经济网》称：“《暴走大事件》自2013年3月29日首播起，便传承了点评辛辣，吐槽犀利的风格。纵观暴走大事件剧本，简直可以说是妙语连珠，有内涵无节操。《暴走大事件》作为一档草根脱口秀节目，主要对当前娱乐新闻、公众人物进行吐槽，改变了传统严肃播报新闻的方式，而无限增加了节目的娱乐性。《暴走大事件》牢牢地抓住了当下年轻人的心理，创造了许多网络热门的流行语，“我和我的小伙伴都惊呆了”“荆轲刺秦王”等热门网络流行语都可以从《暴走大事件》中找到出处。这些流行语在传播的同时，也增加了《暴走大事件》的影响力，牢固了其在年轻受众中的地位。”

## 衍生节目
- 正在连载：
  - 暴走玩啥游戏
  - 尼美快报
  - 腦殘師兄
- 已完结：
  - 暴走撸啊撸
  - 暴走看啥片儿